# Oh Yeon-seo
Oh Yeon-seo (hangul: 오연서, hanja: 吳漣序, RR: O Yeon-seo; Daegu, 22 de junio de 1987) es una actriz, cantante y modelo surcoreana.

## Biografía
Estudió en la Universidad Dongguk.
Salió con el actor Lee Jang-woo, pero la relación terminó.
En marzo del 2018 se anunció que estaba saliendo con el actor surcoreano Kim Bum, sin embargo la pareja terminó a finales del mismo año.

## Carrera
Desde el 2021 es miembro de la agencia Story J Company. Previamente formó parte de las agencias SidusHQ (2019-2021), Celltrion Entertainment (2017-2019) e Imagine Asia (Wellmade Yedang) del 2006 al 2017.
Ha aparecido en sesiones fotográficas para "CeCi Korea", "1st Look", "Marie Claire", "High Cut", "Grazia", "InStyle Magazine", "Ceci China", "Harper's Bazaar", "Sure", "Cosmopolitan", "Singles", "The Celebrity", "Arena Homme Plus", "L'Officiel Hommes", "Elle Korea", entre otros...
En 2002 se unió al grupo surcoreano "LUV", junto a Jeon Hye-bin y Jo Eun-byul (Evie Cho), sin embargo se separaron en 2003.
En 2012 se unió al elenco de la cuarta temporada del programa We Got Married donde formó pareja junto a Lee Joon.
En febrero del mismo año se unió al elenco recurrente de la serie My Husband Got a Family donde dio vida a Bang Mal-sook, la hermana menor de Bang Gwi-nam (Yoo Jun-sang), Il-sook (Yang Jung-a) y Yi-sook (Jo Yoon-hee).
En noviembre del 2012 se unió al elenco principal de la serie Here Comes Mr. Oh donde interpretó a Na Gong-joo, hasta el final de la serie en mayo del 2013.
El 9 de octubre del 2013 se unió al elenco de la serie Medical Top Team donde dio vida a la entusiasta residente de cirugía Choi Ah-jin.
En abril del 2014 se unió al elenco principal de la serie Jang Bo-ri is Here! donde interpretó a la bondadosa y artística Jang Eun-bi, quien luego de perder la memoria en un accidente automovilístico toma el nombre de Jang Bo-ri.
Ese mismo año apareció por primera vez como invitada en el popular programa surcoreano Running Man donde formó parte del equipo "Mission Team" junto a Yoo Jae-suk, Song Ji-hyo, Ha-ha, Lee Kwang-soo, Gary, Ji Suk-jin y Kim Ji-hoon, más tarde volvió a aparecer en la serie en el 2016 durante el episodio no.310 donde formó parte del equipo "Black Team" junto a Yoo Jae-suk, Song Ji-hyo, Lee Kwang-soo y Ji Suk-jin.
En enero del 2015 se unió al elenco principal de la serie Shine or Go Crazy donde interpretó a Shin Yool, la última princesa de Balhae.
El 24 de febrero de 2016 se unió al elenco principal de la serie Please Come Back, Mister donde dio vida a Han Hong-nan, una bella mujer que es poseída por el alma de Han Gi-tak, un exgánster que dirige un restaurante, hasta el final de la serie en abril del mismo año.
Ese mismo año se unió a la película Take Off 2 donde interpretó a la jugadora de hockey Park Chae-gyeong.
El mayo del 2017 se unió al elenco principal de la serie My Sassy Girl donde interpretó a la descarada Princesa Hye-myung, hasta el final en junio del 2017.
Poco después se convirtió en el rostro para la marca de gafas "Vedi Vero".
El 23 de diciembre del mismo año se unió al elenco principal de la serie A Korean Odyssey (también conocida como "Hwayugi") donde interpretó a Jin Sun-mi, hasta el 4 de marzo del 2018 después de que la serie finalizara.
En el 2018 se unió al elenco principal de la película Cheese in the Trap donde dio vida a Hong Seol, (papel interpretado por la actriz Kim Go-eun en la serie "Cheese in the Trap").
El 27 de noviembre del 2019 se unió al elenco principal de la serie People with Flaws donde dio vida a Joo Seo-yeon, una entrenadora de atletismo de secundaria cuyo tipo ideal es un chico que no es guapo, hasta el final de la serie el 16 de enero del 2020.
El 24 de mayo de 2021 se unió al elenco principal de la serie de Kakao TV, Mad for Each Other, donde interpretó a Lee Min-kyung, una mujer llena de rabia a causa de un episodio de su vida.
En 2022 se unirá al elenco principal de la serie Minamdang donde podría dar vida a Han Jae-hee.
Ese mismo año se unirá al elenco de la película Apgujeong Report donde interpretará a Kyu-ok, la carismática y misteriosa dueña de una de las mejores clínicas de belleza.

## Filmografía

### Series de televisión
| Año         | Título                         | Personaje                    | Notas         | Ref.          |
| ----------- | ------------------------------ | ---------------------------- | ------------- | ------------- |
| 2022 -      | Minamdang                      | Han Jae-hee                  | -             |               |
| 2021        | Mad for Each Other             | Lee Min-kyung                | 13 episodios  | [ 40 ] [ 44 ] |
| 2019 - 2020 | People with Flaws              | Joo Seo-yeon                 | 32 episodios  |               |
| 2017 - 2018 | A Korean Odyssey               | Jin Sun-mi                   | 20 episodios  |               |
| 2017        | My Sassy Girl                  | Princesa Hye-myung           | 32 episodios  |               |
| 2016        | Please Come Back, Mister       | Han Hong-nan                 | 16 episodios  |               |
| 2015        | Shine or Go Crazy              | Princesa Shin Yool / Gaebong | 24 episodios  |               |
| 2014        | Jang Bo-ri is Here!            | Jang Bo-ri / Jang Eun-bi     | 52 episodios  |               |
| 2013        | Medical Top Team               | Dr. Choi Ah-jin              | 20 episodios  |               |
| 2012        | Here Comes Mr. Oh              | Na Gong-joo                  | 129 episodios |               |
| 2012        | My Husband Got a Family        | Bang Mal-sook                | 58 episodios  |               |
| 2011        | Baby Faced Beauty              | Lee So-jin                   | 20 episodios  |               |
| 2010        | Dong Yi                        | Reina Inwon                  |               |               |
| 2010        | More Charming by the Day       | Fantasma de Zapatos Rojos    |               |               |
| 2010        | The Great Merchant             | Lee Eun                      |               |               |
| 2008        | King Sejong                    | Eori                         |               |               |
| 2008        | Returned Earthen Bowl          | Seo Soo-jin                  | 95 episodios  |               |
| 2008        | Drama City - "LoveForSale.com" | Choi Hee-ju                  |               |               |
| 2007        | Money's Warfare                | Park Eun-ji                  | ep. #7        |               |
| 2007        | H.I.T                          | Son Seong-ok                 |               |               |
| 2006        | Love and Hate                  | -                            |               |               |
| 2006        | Stranger Than Paradise         | -                            |               |               |
| 2003        | Nonstop 4                      | -                            | ep. #33       |               |
| 2003        | Sharp 1                        | Lee Ye-rim                   | 12 episodios  |               |

### Películas
| Año  | Título                     | Personaje         | Notas                                                                                                 |
| ---- | -------------------------- | ----------------- | --- |
| 2021 | Apgujeong Report           | Kyu-ok            | junto a Ma Dong-seok, Jung Kyung-ho y Oh Na-ra                                                        |
| 2018 | Cheese in the Trap         | Hong Seol         | junto a Park Hae-jin, Park Ki-woong, Yoo In-young, Sandara Park, Kim Hyun-jin y Oh Jong-hyuk          |
| 2016 | Take Off 2                 | Park Chae-gyeong  | junto a Soo Ae, Oh Dal-su, Ha Jae-sook, Kim Seul-gi, Jin Ji-hee, Kim Ye-won, Shin Jae-yi y Im Se-rang |
| 2012 | Just Friends               | Song Eun-ji       | junto a Lee Young-hoon, Choi Jae-hwan, Hwang Hyo-eun y Park In-young                                  |
| 2011 | Green Days: Dinosaur and I | Han Soo-min (voz) | junto a Park Shin-hye, Song Chang-eui, Uhm Sang-hyun, Jeon Hye-young y Seo Joo-ae                     |
| 2010 | Happy Killers              | Modelo de Revista | junto a Kim Dong-wook, Yu Oh-seong, Shim Eun-kyung, Kim Eung-soo, Lee Mi-do y Jin Kyung               |
| 2009 | A Blood Pledge             | Yoo-jin           | junto a Jang Kyung-ah, Son Eun-seo, Song Chae-yoon y Yoo Shin-ae                                      |
| 2008 | Our School's E.T.          | Soo-jin           | junto a Kim Su-ro, Lee Han-wi, Baek Sung-hyun, Park Bo-young, Lee Min-ho y Moon Chae-won              |
| 2007 | May I Cry?                 | -                 | - |
| 2007 | Someone Behind You         | Jung Eun-kyung    | junto a Yoon Jin-seo, Park Ki-woong, Lee Ki-woo, Kim So-eun, Lee Kan-hee, Jeong Yu-mi y Ahn Nae-sang  |
| 2007 | Herb                       | Maestra           | junto a Kang Hye-jung, Bae Jong-ok, Jung Kyung-ho, Lee Mi-young y Lee Won-jong                        |

### Programas de televisión
| Año             | Programa            | Papel                 | Notas                         | Ref.          |
| --------------- | ------------------- | --------------------- | ----------------------------- | ------------- |
| 2021            | My Little Old Boy   | invitada especial     | ep. 242 (16 de mayo de 2021)  | [ 45 ]        |
| 2020 - presente | Get It Beauty 2020  | presentadora          |                               | [ 46 ]        |
| 2016            | Boys24              | presentadora          |                               | [ 47 ] [ 48 ] |
| 2016            | Entertainment Relay | invitada              |                               |               |
| 2014, 2016      | Running Man         | invitada              | Ep. 218, 310                  | [ 49 ] [ 50 ] |
| 2012            | Show! Music Core    | presentadora invitada | junto a Lee Joon              |               |
| 2012            | We Got Married      | miembro               | (Ep. 3-23) - junto a Lee Joon |               |

### Presentadora
| Año  | Título                    | Notas                     |
| ---- | ------------------------- | ------------------------- |
| 2021 | 57th Baeksang Arts Awards | presentadora de categoría |

### Videos Musicales
| Año  | Grupo / Artista             | Canción                       | Notas                                       |
| ---- | --------------------------- | ----------------------------- | ------------------------------------------- |
| 2012 | E2RE                        | "Deep Night Sad Song"         | apareció en el video - junto a Lee Sun-kyun |
| 2011 | Kim Hyung-jun               | "Oh Ah!"                      | apareció en el video                        |
| 2010 | 2AM                         | "You Wouldn't Answer My Call" | apareció en el video                        |
| 2009 | Yim Jae-beom                | "Because of Love"             | apareció en el video                        |
| 2009 | Im Chang-jung               | "Long Time No See"            | apareció en el video                        |
| 2008 | BIGBANG                     | "With U"                      | apareció en el video                        |
| 2008 | Fly to the Sky              | "Drunken Truth"               | apareció en el video                        |
| 2007 | Kim Jang-hoon ft. Epik High | "Smile, Because I Am a Man"   | apareció en el video                        |
| 2006 | BGH4                        | "Please"                      | apareció en el video                        |
| 2006 | Big Mama                    | "Never Mind"                  | apareció en el video                        |
| 2003 | Maesta Wu ft. Seven         | "White"                       | apareció en el video                        |
| 2002 | LUV                         | "Orange Girl"                 | apareció en el video                        |

### Radio
| Año  | Programa                      | Notas    |
| ---- | ----------------------------- | -------- |
| 2017 | Kim Ye Won’s Raise the Volume | invitada |

### Anuncios

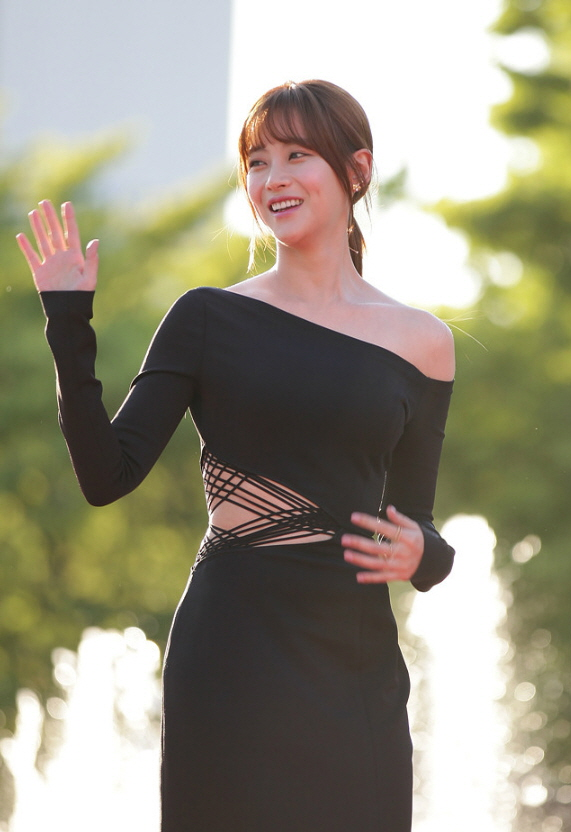
Oh Yeon-seo en 2015.

| Año        | Título                      | Notas                                  |
| ---------- | --------------------------- | -------------------------------------- |
| 2017       | Vedi Vero                   | rostro del anuncio                     |
| 2017       | LBL                         | apareció en el anuncio de ropa         |
| 2016       | STIU                        | apareció en el anuncio de ropa         |
| 2014       | Harim PR Center             | apareció en el anuncio                 |
| 2012, 2013 | Nautica                     | apareció en el anuncio de ropa         |
| 2012       | La Palette                  | apareció en los anuncios de las bolsas |
| 2012       | Sure                        | apareció en el anuncio                 |
| 2012       | Harim & Sun                 | apareció en el anuncio                 |
| 2012       | Harim Chicken Breast        | apareció en el anuncio                 |
| 2012       | Qua                         | apareció en el anuncio de ropa         |
| 2012       | NeoGen                      | apareció en el anuncio                 |
| 2012       | Net Soy Milk Maeil          | apareció en el anuncio                 |
| 2012       | Lotte Chilsung - Hot Six    | apareció en el anuncio                 |
| 2009       | Vonin                       | apareció en el anuncio                 |
| 2008       | Hanbul Cosmetic - It's Skin | apareció en los anuncios de cosméticos |
| 2008       | Will                        | apareció en el anuncio                 |
| 2008       | Shinhan Card                | apareció en el anuncio                 |
| 2008       | Hangten                     | apareció en el anuncio                 |
| 2004       | My Elite                    | apareció en el anuncio                 |
| 2004       | Elite School Uniforms       | apareció en los anuncios de uniformes  |
| 2004       | KT 2004                     | apareció en el anuncio                 |
| -          | Samsung YEPP                | apareció en el anuncio                 |
| -          | Dove                        | apareció en el anuncio                 |
| -          | Acuvue                      | apareció en el anuncio                 |
| -          | Olay                        | apareció en el anuncio                 |
| -          | DHC                         | apareció en el anuncio                 |

## Premios y nominaciones
| Año  | Categoría                                               | Premio                        | Series                   | Resultado |
| ---- | ------------------------------------------------------- | ----------------------------- | ------------------------ | --------- |
| 2017 | Top Excellence Award, Actress in a Monday–Tuesday Drama | SBS Drama Award               | My Sassy Girl            | Nominada  |
| 2016 | Excellence Award, Actress in a Fantasy Drama            | SBS Drama Award               | Please Come Back, Mister | Ganó      |
| 2016 | Best Actress                                            | 5th APAN Star Award           | Please Come Back, Mister | Nominada  |
| 2016 | Popularity Award (Female)                               | 2016 Asia Model Award         | Please Come Back, Mister | Ganó      |
| 2014 | Top Excellence Award, Actress in a Serial Drama         | MBC Drama Award               | Jang Bo-ri is Here!      | Ganó      |
| 2014 | Grand Prize (Daesang)                                   | MBC Drama Award               | Jang Bo-ri is Here!      | Nominada  |
| 2014 | Top Excellence Award, Actress                           | 7th Korea Drama Award         | Jang Bo-ri is Here!      | Ganó      |
| 2013 | Popular Star Award                                      | 2nd APAN Star Award           | Here Comes Mr. Oh        | Ganó      |
| 2012 | Best New Actress                                        | MBC Drama Award               | Here Comes Mr. Oh        | Ganó      |
| 2012 | Best New Actress                                        | MBC Drama Award               | My Husband Got a Family  | Ganó      |
| 2012 | Rising Star Award                                       | 1st K-Drama Star Award        | My Husband Got a Family  | Ganó      |
| 2012 | Best New Actress                                        | 5th Korea Drama Award         | My Husband Got a Family  | Nominada  |
| 2009 | CF Model Award                                          | 4th Asia Model Festival Award | -                        | Ganó      |

## Donaciones
En 2014 se reveló que Yeon-seo había donado 10 millones KRW (9,600 dólares estadounidenses) a los esfuerzos de socorro de Sewol.